# Село имени Тельмана (Ысык-Атинский район)
Имени Тельмана (кирг. Тельман) — село в Ысык-Атинском районе Чуйской области Кыргызстана. Административный центр Сын-Ташского айылного аймака.

## География
Село расположено на севере центральной части области, к востоку от реки Ысык-Ата , на расстоянии приблизительно 23 километров (по прямой) к юго-востоку от города Кант, административного центра района. Абсолютная высота — 1078 метров над уровнем моря.

## Население
Согласно оценочным данным Национального статистического комитета Кыргызской Республики, численность населения села на начало 2023 года составляла 1218 человек.
| год     | 2009 | 2014 | 2015 | 2020 | 2021 | 2023 |
| ------- | ---- | ---- | ---- | ---- | ---- | ---- |
| человек | 1135 | 1160 | 1284 | 1177 | 1198 | 1218 |